# 米堆冰川
29°27′43″N 96°30′07″E / 29.46194°N 96.50194°E

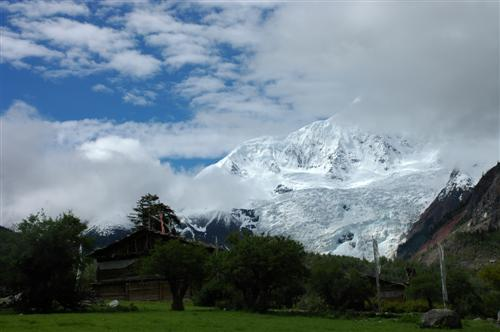
米堆冰川

米堆冰川位于西藏林芝市波密县城以东约100公里的玉普乡，川藏线318国道旁。
冰川由两条世界级冰瀑布汇流而成，两条冰瀑之间还分布着一片郁郁葱葱的原始森林，冰川末端一直延伸到山脚下的米堆村。壮美的雪山冰川和如诗如画的田园风光和谐并存，构成了一幅特有的风景线。该冰川末端海拔仅2400米，是世界上海拔最低的高山冰川。米堆冰川位于念青唐古拉山和伯舒拉岭的交汇处，是季风海洋冰川最大的分布区。
由於全球氣候變暖，冰川現時正急速後退，影響流往印度的河流。